# 任詠華
任詠華，SBS，JP（1963年2月10日—），香港人，化學系讲座教授，香港大學暫任副校長（國際創新中心），她於2001年入选中国科学院院士，為当时最年轻的院士。她於2011年獲得世界杰出女科学家成就奖。此外，她為美国科学院外籍院士及第三世界科学院院士。

## 生平
1963年2月10日，任咏华生于香港。她的父亲是土木工程师，母亲是家庭主妇。根据任咏华讲述，雙親并没有诱导她，是她对大自然的好奇心与善于分析的性格引导她从事科研。她上小学的时候打破一支温度计，温度计中的水银在她手上流动和聚并的现象，让她惊奇。在中学，她的一位中学教师為她帶來极大的啟發。这位教師怀孕时仍坚持授课。
任詠華於1985年毕业于香港大学化学系，於1988年获该校博士学位。博士期间，任咏华师从支志明院士，並在支志明的课题组结识了她的同學、后来的丈夫麥成達。兩人於 1990 年結婚，育有兩名女兒。。攻读博士学位期间，任咏华研究金属钌的氧化物的化学性质。
1988年博士毕业后，任咏华在香港城市大学（当时叫做城市理工學院）新成立的应用科学系获得一个初级教职。当时的城市理工學院科研设施非常差，任咏华为这所大学的图书馆订购了第一批化学图书，为实验室订购了第一批烧杯和化学药品。在城市理工学院期间，承担本科生教学，在教学时间之外，任咏华利用她的博士导师支志明教授的实验室设备从事科学研究。在这期间，她投身一个新的研究方向——金属配合物发光。
1990年，任咏华回母校香港大學任教。1991年夏至1992年夏，任咏华两次到伦敦帝国学院的诺贝尔化学奖得主杰弗里·威尔金森的课题组访问，在这里她开始转向研究有机金属合成。从伦敦返回香港之后，任咏华开始研究有机金属发光体，制备出耐用的冷发光有机金属，激发态寿命在微秒量级，比绿色荧光蛋白和其他荧光材料的激发态寿命还长，促进了有机发光二极管（OLED）的发展。
1995年，任咏华升任高級講師，1997年成為教授，1999年成為講座教授，2000至2005年任系主任。2001年，任咏华开始任黃乾亨黃乾利基金教授（化學與能源），2007获得福布莱特杰出学人奖。
2001年，任咏华增选为中国科学院院士，年仅38岁，是当时最年轻的院士。巧合的是，她的博士导师支志明在1995年当选中国科学院院士的时候也是38岁，也是当时中国最年轻的院士。2006年，任咏华当选第三世界科学院院士。2012年，当选为美国科学院外籍院士。
2005年，任詠華以「過渡金屬炔基及硫屬簇配合物的分子設計及其發光性能的研究」獲得中國國家自然科學獎二等獎。2011年獲得欧莱雅-教科文组织女科学家奖，“表彰其在发光材料以及捕捉太阳能的创新技术方面的工作”。
2024年5月28日，香港大學校委會主席王沛詩被指繞過校長張翔，在會議中加入審議多名副校長人選程序，最終通過七名副校長的暫任安排。其中任詠華接替轉任副校長（大學拓展），出任暫任首席副校長。

## 学术研究
在攻读博士学位期间，任咏华研究高价金属钌和锇的氧化化学，这一研究有助于研究生物体内细胞色素利用铁离子氧化碳-氢键，因为钌和锇与铁属于同一族。
独立工作之后，任咏华主要的研究领域是化学传感器配合物和无机发光化学和材料。在化学传感器方面，她的课题组制备出可用作短序列DNA指示剂和检测溶菌酶的有机金属配合物。任咏华自伦敦访问回到香港之后，开始发光材料的研究。她的课题组制备很多新种类的有机金属发光体。她的课题组制备出溶液稳定的磷光材料和磷光剂，可以很方便地沉积在玻璃、塑料等各种表面上，可用在有机发光器件上。近年来，任咏华还研究了非常规结构的发光材料，比如金属凝胶、球状胶束和柱状纳米结构等，通过控制材料的结构，能够得到性能更好的材料。
至2013年，任咏华发表了347篇期刊论文，申请了29项专利，撰写6篇专著章节，出版了2部专著。

## 奖励和荣誉
任咏华因其学术成就，获得众多奖励和荣誉：
- 2013年 世界杰出华人奖（世界華商基金會頒授）
- 2012年 法国雷恩第一大學名誉博士
- 2012年 美国国家科学院外籍院士
- 2012年旭茉JESSICA 最成功女性2012
- 2011年 何梁何利基金科学与技术奖
- 2011年 欧莱雅-教科文组织女科学家奖
- 2010年 黃乾亨黃乾利基金教授席（化學與能源）

- 2008年 傑出專業女性及女企業家奖（香港女工商及專業人員聯會頒授）
- 2008年 香港大學「卓越研究成就獎」
- 2007年 香港富布爾特傑出學人獎（  Hong Kong Fulbright Distinguished Scholar )
- 2006年 日本光化學學會亞洲及汎洋光化學科學家講學獎（Eikohsha Award）
- 2006年 第三世界科学院院士
- 2005年 英國皇家化學會頒授百周年講座獎及獎章（全球首位華人獲此榮譽）
- 2005年 「國家自然科學獎」二等獎
- 2002年 香港十大傑出青年（國際青年商會香港總會頒授）
- 2001年 中國科學院院士
- 2000年 裘槎基金會 裘槎优秀科研者奖

## 資料來源
1. ↑  孙自法. .   [2014-03-15]. （原始内容存档于2014-03-15）.
2. 1 2 3 4 5  Ahmed, Farooq. . Proceedings of the National Academy of Sciences. 2013-05-06, 110 (20): 7964–7966  [2014-03-08]. doi:10.1073/pnas.1307201110. （原始内容存档于2021-02-09）.
3. ↑  . 中国科学院.   [2014-03-15]. （原始内容存档于2014-03-15）.
4. ↑  .   [2018-04-21]. （原始内容存档于2021-02-09）.
5. 1 2 3  丁田发. . 江门日报.   [2014-03-15]. （原始内容存档于2013-01-16）.
6. ↑  . Croucher Foundation.   [8 March 2014]. （原始内容存档于2019-05-16）.
7. ↑  . 中国中央电视台.   [2014-03-15]. （原始内容存档于2021-02-09）.
8. ↑  . TWAS.   [2014-03-15]. （原始内容存档于2016-03-04）.
9. ↑  劉思諾. . 香港文匯報.   [2014-03-15]. （原始内容存档于2020-11-05）.
10. ↑  . the National Academy of Sciences.   [2014-03-18]. （原始内容存档于2021-02-09）.
11. ↑  . 中国科学技术部. 2006年4月21日  [2014-03-15]. （原始内容存档于2020-11-05）.
12. ↑  联合国教科文组织. .   [2014-03-15]. （原始内容存档于2021-02-09）.
13. ↑  任詠華孤獨科研20年 紓解能源危機　奪女版諾獎 蘋果日報，2010年11月11日
14. ↑  港大教授任詠華領取傑出女科學家獎 商業電台，2011年3月4日
15. ↑  港女科學家湧現 揚威國際 （页面存档备份，存于） 《大公報》 2012年12月12日
16. ↑  勞顯亮. . 香港01. 2024-05-29  [2024-06-04]. （原始内容存档于2024-06-04） （中文（香港））.
17. ↑  潘耀昇. . 香港01. 2024-06-04  [2024-06-04]. （原始内容存档于2024-06-04） （中文（香港））.
18. ↑  Chi Ming Che , Vivian Wing Wah Yam , Thomas C. W. Mak. . J. Am. Chem. Soc. 1990, 112 (6): 2284–2291  [2014-03-16]. doi:10.1021/ja00162a032. （原始内容存档于2021-02-09）.
19. ↑  Vivian Wing-Wah Yam,   Chi-Ming Che and    Wai-Tong Tang. . J. Chem. Soc., Chem. Commun. 1988: 100–102  [2014-03-16]. doi:10.1039/C39880000100. （原始内容存档于2021-02-09）.
20. ↑  Cong Yu, Kenneth Hoi-Yiu Chan, Keith Man-Chung Wong, and Vivian Wing-Wah Yam. . Proc Natl Acad Sci USA. 2006, 103 (52): 19652–19657  [2014-03-18]. doi:10.1073/pnas.0604998104. （原始内容存档于2021-02-09）.
21. ↑  Yeung MCL, Wong KMC, Tsang YKT, Yam VWW. . Chem Commun. 2010, 46 (41): 7709–7711  [2014-03-18]. doi:10.1039/C0CC02631J. （原始内容存档于2021-02-09）.
22. ↑  Yam VWW, Li CK, Chan CL. . Angew Chem Int Ed. 1998, 37 (20): 2857–2859  [2014-03-18]. （原始内容存档于2015-07-05）.
23. ↑  Yam VWW. . Acc Chem Res. 2002, 35 (7): 555–563  [2014-03-18]. doi:10.1021/ar0000758. （原始内容存档于2021-02-09）.
24. ↑  Tang MC, Tsang DPK, Chan MM, Wong KMC, Yam VWW. . Angew Chem Int Ed Engl. 2013, 52 (1): 446–449  [2014-03-18]. doi:10.1002/anie.201206457. （原始内容存档于2015-07-05）.
25. ↑  Tam AYY, Wong KMC, Yam VWW. . J Am Chem Soc. 2009, 131 (17): 6253–6260  [2014-03-18]. doi:10.1021/ja900895x. （原始内容存档于2021-02-09）.
26. ↑  Po C, Tam AYY, Wong KMC, Yam VWW. . J Am Chem Soc. 2011, 133 (31): 12136–12143.  [2014-03-18]. doi:10.1021/ja203920w. （原始内容存档于2021-02-09）.
27. ↑  . HKU.   [2014-03-18]. （原始内容存档于2021-02-09）.
28. ↑  . HKU.   [2014-03-18]. （原始内容存档于2021-02-09）.

## 外部連結
- 科研之光 （页面存档备份，存于） - 教育局科學教育組